# Via silici a través

TSV utilitzats en dispositius DRAM en combinació amb una interfície de memòria d'amplada de banda alta (HBM).

En enginyeria electrònica, una via de silici (amb acrònim anglès TSV) o via de xip és una connexió elèctrica vertical (via) que passa completament a través d'una oblia o matriu de silici. Els TSV són tècniques d'interconnexió d'alt rendiment que s'utilitzen com a alternativa a l'enllaç de filferro i els xips flip per crear paquets 3D i circuits integrats 3D. En comparació amb alternatives com paquet a paquet, la interconnexió i la densitat del dispositiu és substancialment més alta i la longitud de les connexions es fa més curta.

Visualització de TSV a través del FEOL i BEOL

Dictats pel procés de fabricació, existeixen tres tipus diferents de TSV: els TSV via-first es fabriquen abans que els dispositius individuals (transistors, condensadors, resistències, etc.) es modelin (extrem frontal de la línia, FEOL), els TSV a través del mig són es fabriquen després de modelar els dispositius individuals, però abans que es fabriquen les capes metàl·liques (final de línia, BEOL) i els darrers TSV després (o durant) el procés BEOL. Els TSV via-mitjans són actualment una opció popular per als CI 3D avançats, així com per a les piles d'interposadors.